# 明治村 (岡山県)
明治村（めいじそん / めいじむら）は、岡山県後月郡にあった村。現在の井原市芳井町花滝・芳井町種・芳井町佐屋・芳井町池谷・芳井町井山・芳井町片塚にあたる。

## 地理
小田川の上流左岸に連なる高原性台地に位置していた。

## 歴史
- 1889年（明治22年）6月1日、町村制の施行により、後月郡花滝村、種村、佐屋村、池谷村、井山村、片塚村が合併して村制施行し、明治村が発足[1][2]。旧村名を継承した花滝、種、佐屋、池谷、井山、片塚の6大字を編成[2]。
- 1954年（昭和29年）5月1日、後月郡芳井町、共和村、三原村と合併し、芳井町が存続して廃止された[1][2]。合併後、芳井町大字花滝・種・佐屋・池谷・井山・片塚となる[2]。

## 産業
- 農業、葉煙草、ゴボウ、マツタケ[2]